# Crematogaster manni
Crematogaster manni är en myrart som beskrevs av William F. Buren 1968. Crematogaster manni ingår i släktet Crematogaster och familjen myror. Inga underarter finns listade i Catalogue of Life.